# Партия Мусульманской Народной Республики
Партия Мусульманской Народной Республики или Исламская народно-республиканская партия (азерб. Müsəlman Xalq Respublikası Partiyası və ya İslami Xalq Respublikaçı Partiyası) — недолговечная партия, связанная с аятоллой Шариатмадари, шиитским священнослужителем и турком-азербайджанцем. Партия строилась на более умеренных и либеральных чертах во время исламской революции, то есть в 1979 году, против исламистской и теократической Исламской республиканской партии.

## История
Партия была основана в марте 1979 года при участии рыночных торговцев, политиков среднего класса и священнослужителей, связанных с великим аятоллой Шариатмадари, считавшимся главным противником Хомейни. В отличие от Партии Исламской Республики, Партия Мусульманской Народной Республики выступала за коллективное религиозное руководство и выступала против руководства Хомейни по этому принципу. Партия, помимо объединения с азербайджанскими тюрками и требования для них этнических прав, критиковала противоправное поведение ревкомов и суровые наказания ревсудов, выражала готовность сотрудничать со светскими организациями, требовала пресса должна быть открыта для всех. Вскоре после создания партии нападениям подверглись её отделения в Карадже, Араке, Саве, Ардебиле и Халхале.
С ноября 1979 года эта партия и её канцелярский советник Шариатмадари (который официально не был членом партии) стали объединяющим лозунгом противников новой конституции по всему Ирану. Эта конституция должна была быть поставлена на голосование на предстоящем референдуме. На фоне этих вопросов Рухулла Хомейни 6 декабря встретился с Шариатмадари и, по некоторым данным, поставил ему «ультиматум».

### Отношение партии к новой конституции и этническим вопросам
Хотя партия призвала в свои ряды весь народ Ирана, её члены в основном состояли из жителей азербайджанских провинций и азербайджанских турок, работающих на рынках в Тегеране. В программе партии предусматривалось дать права всем национальным меньшинствам с учётом целостности страны. Также все крупные губернии обязаны иметь свои парламенты, и при этом эти требования были не только для азербайджанских тюрков, но и для других национальных меньшинств. Хотя партийная газета издавалась на персидском языке, её больше интересовали вопросы Азербайджана и хотелось, чтобы правительство основывалось на принципе человекоцентризма. Хотя Шариатмадари официально не был лидером или членом партии, у него были тесные связи, а его сын Хасан был одним из лидеров партии. И партия, и провинция Шариатмадари-факих, то есть концентрация всей власти вокруг одного верховного религиозного лидера, были против новой религиозной конституции. Иногда между партией и Шариатмадари возникали определённые недовольства. Например, их мнения разошлись на выборах в Ассамблею экспертов, которая должна была написать конституцию Ирана. Шариатмадари возражал против разработки конституции комитетом, вместо этого потребовал, чтобы конституция была определена собранием полностью избранных членов, и призвал к бойкоту выборов. Однако местное отделение партии в Азербайджане хотело участвовать в выборах, несмотря на ограниченные рамки и мало надежды на то, что конституция гарантирует этнические права.

Пока собиралась Ассамблея экспертов, азербайджанское отделение партии активно способствовало созданию в Азербайджане Провинциальной ассамблеи. В сентябре 1979 года азербайджанское отделение партии, Объединённая народная партия Азербайджана, призвала к созданию парламентской организации, представляющей провинцию. Один из известных азербайджанских политиков Мукаддам Марагайи представил этот проект на Экспертном совете. В обращении местной стороны говорилось:
Учреждение Провинциальной ассамблеи и Народной ассамблеи Ирана предотвратит концентрацию всей власти в руках центрального правительства и ослабит полномочия центральных провинций по принятию решений. Создание такого института поможет добиться подлинного равенства между народами Ирана.
Бренда Шаффер оценивает это заявление следующим образом:
Это действие и заявление демонстрируют стремление Ирана расширить представительство провинций и меньшинств, а также стремление Азербайджана предоставить провинциям широкие полномочия по принятию решений.

### Восстание в Тебризе и участие МНР
Накануне референдума по новой конституции от имени Шариатмадари в Тебризе была распространена фейковая новость о том, что он издал фетву в поддержку конституции. Позже люди поняли, что это фальшивка, и это привело к массовым протестам или восстанию в Тебризе. После этого в Тебриз стекались люди из разных регионов и начали готовиться к митингу, запланированному MXRP на следующий день. В то время известие о том, что дом Шариатмадари в Куме подвергся нападению и один из его охранников был убит, ещё больше разозлило людей. Таким образом, митинг 6 декабря стал протестом не только против новой конституции, но и против нападения на дом Шариатмадари. Жители Тебриза, напавшие на правительственные органы, также захватили Тебризское радио. Интенсивность требований и действий демонстрантов показывает, что конституционный вопрос и нападение на Шариатмадари послужили толчком для их антиправительственной деятельности. Основными причинами протеста стали назначение чиновников, командированных в провинции Азербайджана, и проблема прессы. После того, как протестующие захватили гражданский аэропорт, городская армия отказалась вмешиваться в дела протестующих. Кроме того, некоторые армейские подразделения в городе, особенно часть солдат ВВС, присоединились к протестующим и начали поддерживать Шариатмадари.
Восстание населения в Тебризе за короткое время вызвало протесты в Урмии и Ардебиле. Местные отделения MXRP выразили свою поддержку Шариатмадари в его борьбе против Хомейни. Воодушевленные протестами в Тебризе, жители Урмии попытались захватить коммуникационную башню, но в последний момент не смогли этого сделать. В районе Герми под Ардебилем местному населению удалось захватить все органы власти. Все заключенные в тюрьме были освобождены и заменены местными членами Корпуса стражей исламской революции, созданного после революции.
Повстанцы заявили, что хотят, чтобы народ управлял делами их провинций. Например, в радиообращении, подготовленном MXRP, содержится призыв к изгнанию из провинции как аятоллы Хомейни, так и представителей центрального правительства. В заявлении требовалось уважать права как азербайджанского народа, так и курдского народа. Один из лозунгов, которые люди скандировали во время демонстраций в Тебризе, был о реализации принципа самоопределения народа Ирана. Участники демонстрации требовали, чтобы выступающие говорили только на азербайджанском турецком языке, а если кто-то пытался говорить на фарси, ему сразу же приносили протест. Только не азербайджанцам, поддерживавшим движение в Азербайджане, разрешалось говорить на родном языке.
Восстание было серьёзно подорвано после того, как Хомейни пригрозил Шариатмадари и помешал ему продвигать движение. 6 декабря Хомейни посетил дом Шариатмадари. Во время встречи он сказал Шариатмадари, что Исламский революционный совет принял решение бомбить Тебриз, если башня связи в городе не будет эвакуирована в течение 24 часов. В то же время подразделения Корпуса стражей исламской революции проникли во двор Тебризского университета на вертолёте. В то время его контролировали ирано-азербайджанские левые, поддержавшие Хомейни в борьбе против Шариатмадари. Зная, что в борьбе нового режима с курдами погибло много курдов, Шаритамадари, не желавший, чтобы это произошло в Азербайджане, предотвратил новые столкновения. Указания Шаритамадари были оглашены только в Азербайджане. Согласно сообщению, Шариатмадари и Хомейни достигли договоренности, Хомейни не будет вмешиваться во внутренние дела Азербайджана, а Шариатмадари принял задания центра в регионе. По словам Бренды Шаффер, тот факт, что соглашение дает шерифу контроль над назначениями в штате, делает идею о заключении ещё одной сделки ложной. Аятолла Шариатмадари был против прямого участия священнослужителей в политике и поэтому не желал себе такой роли.
9 декабря по просьбе Шариатмадари жители Тебриза передали захваченные объекты правительственным войскам. После захвата власти сторонники Хомейни начали совершать набеги на центры МНР и арестовывать её активистов. Поняв, что то, что с ними сделали, было фейковым объявлением, протестующие снова заняли вышку связи и другие места. После этого им удалось удержать в руках важные предметы в течение 5 недель. К несчастью для протестующих, солдат, находившийся в окрестностях Тебриза и сочувствовавший Тудею, который в то время поддерживал Хомейни, ограничил работу башни связи в Тебризе. Таким образом, повстанцам в Тебризе стало трудно обращаться к людям и мобилизовать их. Тем не менее, 13 декабря 700 тысяч человек вышли на демонстрацию в поддержку Шариатмадари в Тебризе. Одним из требований протестующих был вывод неазербайджанских солдат с территории области. Столкновения обострились после казни 11 лидеров МНР 12 января 1980 года и захвата офисов партии Корпусом стражей исламской революции. Шариатмадари не принял требования Хомейни официально отменить МНР. Шариатмадари саркастически ответил на просьбу режима упразднить партию и заявил, что в этом нет необходимости в рамках текущей политики правительства, потому что «он может заклеймить все политические партии американскими, сионистскими и антиреволюционными и объявить их незаконными»; он имел в виду попытки властей опорочить МНР с помощью этих ярлыков. МНР никогда официально не выпускался.
Бренда Шаффер утверждает, что события декабря 1979 года сыграли важную роль в формировании отношения азербайджанских тюрков в Иране к новому режиму. Он пишет, что хотя азербайджанские тюрки и думали, что революция снимет запрет на их язык и культуру, они поняли, что были слишком оптимистичны. Также унижение и исключение аятоллы Шариатмадари, уважаемого азербайджанскими тюрками, особенно старыми и консервативными, привели к росту недовольства новой властью. Бренда Шаффер, ссылаясь на писания Ерванда Абрамяна о низком уровне участия в выборах на послереволюционных первичных выборах в Азербайджанском регионе, связывает это с тем, что турки-азербайджанцы считают, что они не смогут добиться никаких результатов. измениться, участвуя в выборах.

## Прекращение партийной деятельности
В январе 1980 года Шариатмадари официально объявил о своем выходе из МНР и был фактически помещен под домашний арест после столкновений между его сторонниками и сторонниками Хомейни в Куме. Многие из его помощников были арестованы. Исламская республиканская партия во главе с Хомейни начала организовывать акции протеста против закрытия МНР, в результате чего МНР была вынуждена объявить о приостановке своей деятельности. По состоянию на январь партии больше не существовало. Через несколько месяцев в Тебризе были казнены некоторые активисты партии.
В 2010 году Др. Асадулла Асад был арестован иранским судом по обвинению в принадлежности к партии Мусульманская Народная Республика и сотрудничестве с враждебными государствами.

## Конец Аятоллы Шариатмадари
После событий в Тебризе аятолла Шариатмадари перестал давать интервью и делать заявления. Несмотря на это, в его дом в Онну Гуме каждый день приходили сотни посетителей, многие из них из провинций Азербайджана. После того, как Хомейни не удалось положить конец войне с Ираком, он начал выступать против войны среди своих сторонников Шариат Мадари. Расценив это как угрозу для себя, Хомейни объявил в апреле 1982 года, что Шариатмадари участвует в заговоре против режима. На самом деле, хотя Шариатмадари и слышал об этом заговоре, он не участвовал в нём и не обращал на него внимания. Бренда Шаффер утверждает, что Шариатмадари не участвовал в заговоре, основываясь на его неприятии участия священнослужителей в активной политике и на том факте, что его азербайджанские сторонники часто жаловались на то, что он не участвовал в политической борьбе с Хомейни. В январе 1980 года Шариатмадари официально заявил, что не имеет никакого отношения к МНР, и Хомейни унизил Шариатмадари, лишил его титула Великого аятоллы и поместил под домашний арест. Он даже запретил ему получать медицинскую помощь, и в результате Шариатмадари скончался в апреле 1986 года. Многие азербайджанцы обвинили Хомейни в его смерти. Во время событий 1982 года в Тебризе были организованы акции протеста в поддержку Шариатмадари, и тысячи азербайджанцев пришли в Гум и выразили готовность поддержать Шариатмадари. Но он их успокоил и отправил домой.